# Théorie de Bragg–Gray
La théorie de Bragg–Gray ou théorie de la cavité est établie en 1935. Selon elle, l'ionisation produite dans une cavité remplie de gaz et placée dans un milieu est liée à l'énergie absorbée dans ce milieu environnant.
Elle est à l'origine de la conception des chambres d'ionisation utilisées en physique des rayonnements ionisants.